# Chelsi Smith
Chelsi Pearl Smith (ur. 23 sierpnia 1973 w Redwood City w Kalifornii, zm. 8 września 2018 tamże) – amerykańska modelka, aktorka, piosenkarka, prezenterka telewizyjna. Miss USA z i Miss Universe z 1995 roku. Smith była trzecią Miss USA pochodzenia afroamerykańskiego, po Carole Gist (1990) i Kenya Moore (1993).

## Wczesne lata
Smith urodziła się w Redwood City w Kalifornii jako córka Craiga Smitha, afroamerykańskiego konserwatora i Mary Denise Trimble, amerykańskiej sekretarki. Jej rodzice rozwiedli się przed ukończeniem dwóch lat, a Smith trafiła pod opiekę dziadkom ze strony matki.
Gdy ukończyła siedem lat, przeprowadziła się z dziadkami do Kingwood w Teksasie, gdzie później się rozwiedli, co spowodowało, że Smith dorastał w podzielonym domu. Przed wygraną w Miss USA, była studentką drugiego roku na kierunku edukacyjnym w San Jacinto College.

## Miss USA
Smith rywalizowała w konkursie o koronę Miss USA 10 lutego 1995 roku. Podczas finałowej transmisji Smith uzyskała najwyższy średni wynik wstępny i weszła do półfinału na pierwszym miejscu, stając się czwartą z kolei kobietą ze swojego stanu, która uzyskała półfinały. Została półfinalistką i awansowała do pierwszej szóstki na pierwszym miejscu. Kolejne dwie rundy konkurencji opierały się na pytaniach sześciu sędziów.
Zapytana, w jaki sposób ona, jako doradca, zmieniłaby wizerunek Pierwszej Damy, gdyby została poproszona o konsultację, Smith odpowiedziała: „Powiedziałbym jej, żeby nie zmieniła swojego wizerunku, naprawdę. Wierzę bardzo mocno w to, kim jestem, a ja widziałem dziś 50 kobiet, które bardzo mocno wierzą w to, kim są, i naprawdę myślę, że nie osiągnęłaby tego, gdyby nie była sobą, więc naprawdę uważam, że powinna pozostać dokładnie taką jaka ona jest”. Stała się siódmą kobietą ze swojego stanu, która zdobyła tytuł Miss USA.
Po koronacji Smith była prowadzącą program Koło fortuny.

## Miss Universe
Po zdobyciu korony Miss USA, Smith udała się do Windhoek w Namibii, by wziąć udział w konkursie Miss Universe. Transmitowanym na żywo z Windhoek Country Club 12 maja 1995 roku Była ponownie najwyżej sklasyfikowaną miss po konkursie wstępnym. Po raz kolejny Smith znalazła się wśród 3 finalistów i wygrała wyprzedzając Hinduskę Manpreet Brar i Kanadyjkę Lanę Buchberger, stając się pierwszą Miss USA, która zdobyła koronę Miss Universe od 15 lat.

## Życie po Miss Universe
Jako modelka Smith pracowała między innymi dla Hawaiian Tropic, Jantzen, Pontiac, Venus Swimwear i Pure Protein.
Przy wsparciu Sony Music World Entertainment Smith napisała wraz z producentem Damonem Elliott swój pierwszy singiel „Dom Da Da”, część ścieżki dźwiękowej do The Sweetest Thing, z udziałem Cameron Diaz.
W 2003 roku zagrała w niezależnym filmie Playas Ball, gdzie zagrała z Allen Payne i Elise Neal. Pojawiła się w HBO w krótkim filmie Saladina Pattersona One Flight Stand z Marc Blucas i Aishą Tyler. Była także sędzią na konkursie Miss Nastolatek USA w 2006 roku.

## Życie prywatne i śmierć
Smith poślubiła trenera fitness Kelly’ego Blaira i przeprowadziła się do Los Angeles. Później się rozwiedli.
Smith zmarła w wieku 45 lat w dniu 8 września 2018 na raka wątroby.